# Im Langenfeld
Im Langenfeld war eine Ortslage in der bergischen Großstadt Wuppertal, Stadtteil Elberfeld. Die zuvor freistehende Ortslage ist Ende des 19. Jahrhunderts in die innerstädtischen Bebauung Elberfelds aufgegangen und der Name Im Langenfeld ist als eigenständige Bezeichnung für diese Ortslage mehrheitlich nicht mehr im Bewusstsein der Bevölkerung vorhanden, die 1864 bereits vorhandene Feldstraße bei der Ortslage wurde bei der Städtefusion von Elberfeld und Barmen 1929 in Chlodwigstraße umbenannt.

## Lage und Beschreibung
Die Ortslage lag an der Kölner Straße Ecke Weststraße im Westen des Wohnquartiers Südstadt im Stadtbezirk Elberfeld auf einer Höhe von 173 m ü. NHN. In ihr wurde zwischen 1896 und 1899 die Kirche St. Suitbertus errichtet. Die Ortslage ist heute Teil einer umfangreichen Wohnbebauung im Wohnquartier.

## Geschichte
Auf der Topographischen Aufnahme der Rheinlande von 1824  und auf der Preußischen Uraufnahme von 1843 ist der Ort unbeschriftet eingezeichnet. 1815/16 besaß der Ort 30 Einwohner. 1832 lebten 31 Einwohner im Ort, davon drei katholischen und 28 evangelischen Glaubens.
1832 gehörte der Ort zur Holz und Eichholzer Rotte des ländlichen Außenbezirks des Kirchspiels und der Stadt Elberfeld. Der laut der Statistik und Topographie des Regierungsbezirks Düsseldorf als Einzelne Häuser kategorisierte Ort besaß zu dieser Zeit drei Wohnhäuser, ein landwirtschaftliches und zwei öffentliche Gebäude. Eines davon war die für 9641 Preußische Taler im Jahr 1846 erbaute evangelische Freischule III mit einem Lehrer, fünf Hilfslehrern und 632 Schülern.
Die heutige Kölner Straße war im 19. Jahrhundert ein bedeutender Handelsweg zwischen Köln und dem Rhein und der damals selbstständigen Stadt Elberfeld, der im 19. Jahrhundert zu Provinzialstraße Elberfeld–Hitdorf ausgebaut wurde. Im Langenfeld lag an dieser stark frequentierten Chaussee, die als Staatsstraße klassifiziert war.